# Igreja Matriz São Luís Gonzaga
A Igreja Matriz São Luís Gonzaga de Canoas teve seu inicio em 1926, e sendo sua primeira missa realizada em 1931. A igreja possui elementos góticos, arcos e ogivas. Ela se encontra na rua Cônego José Leão Hartmann. Atualmente é a igreja matriz do Vicariato de Canoas da Arquidiocese de Porto Alegre.